# Funkstar De Luxe
Funkstar De Luxe (* 1973 als Martin Aulkjær Ottesen in Odense Dänemark) ist ein dänischer Musikproduzent. Er wurde bekannt durch seinen Remix von Bob Marleys Sun Is Shining.

## Karriere
Funkstar spielte als Jugendlicher in einer Reggae-Band und kam so das erste Mal mit der Musik von Bob Marley in Berührung. Am 13. September 1999 veröffentlichte er seine erste Single Sun Is Shining (Funkstar De Luxe Remix), mit der er einen weltweiten Hit landete. Der Song erreichte in neun Ländern die Top-20, darunter Platz 3 der UK-Charts. Bei den World Music Awards wurde er für die meistverkaufte internationale Reggae-Single des Jahres ausgezeichnet.
Zwei Monate später brachte er seine zweite Single heraus, wieder ein Remix zu einem Song von Bob Marley, nämlich Rainbow Country. Den weltweiten Erfolg seiner ersten Single konnte er zwar nicht wiederholen, machte sich aber als Remixer international einen Namen.
Am 20. November 2000 veröffentlichte er sein erstes Album: Keep On Moving (It’s Too Funky in Here). 2002 erschien sein zweites Album Funkturistic, das im Gegensatz zum Vorgänger größtenteils aus eigenen Songs besteht.

## Diskografie

### Studioalben
| Jahr | Titel                                   | Höchstplatzierung, Gesamtwochen, AuszeichnungChartplatzierungen (Jahr, Titel, Platzierungen, Wochen, Auszeichnungen, Anmerkungen) | Höchstplatzierung, Gesamtwochen, AuszeichnungChartplatzierungen (Jahr, Titel, Platzierungen, Wochen, Auszeichnungen, Anmerkungen) | Anmerkungen                             |
| Jahr | Titel                                   | CH | DK | Anmerkungen                             |
| ---- | --------------------------------------- | --- | --- | --------------------------------------- |
| 2000 | Keep On Moving (It’s Too Funky in Here) | CH84 (3 Wo.)CH | — | Erstveröffentlichung: 20. November 2000 |
| 2002 | Funkturistic                            | — | DK39 (1 Wo.)DK | Erstveröffentlichung: 5. Dezember 2002  |

### Singles
| Jahr | Titel Album                                                                     | Höchstplatzierung, Gesamtwochen, AuszeichnungChartplatzierungen (Jahr, Titel, Album, Platzierungen, Wochen, Auszeichnungen, Anmerkungen) | Höchstplatzierung, Gesamtwochen, AuszeichnungChartplatzierungen (Jahr, Titel, Album, Platzierungen, Wochen, Auszeichnungen, Anmerkungen) | Höchstplatzierung, Gesamtwochen, AuszeichnungChartplatzierungen (Jahr, Titel, Album, Platzierungen, Wochen, Auszeichnungen, Anmerkungen) | Höchstplatzierung, Gesamtwochen, AuszeichnungChartplatzierungen (Jahr, Titel, Album, Platzierungen, Wochen, Auszeichnungen, Anmerkungen) | Höchstplatzierung, Gesamtwochen, AuszeichnungChartplatzierungen (Jahr, Titel, Album, Platzierungen, Wochen, Auszeichnungen, Anmerkungen) | Anmerkungen                                                            |
| Jahr | Titel Album                                                                     | DE | AT | CH | UK | DK | Anmerkungen                                                            |
| ---- | ------------------------------------------------------------------------------- | --- | --- | --- | --- | --- | ---------------------------------------------------------------------- |
| 1999 | Sun Is Shining (Funkstar De Luxe Remix) Keep On Moving (It’s Too Funky in Here) | DE19 (13 Wo.)DE | AT23 (9 Wo.)AT | CH7 (21 Wo.)CH | UK3 Silber · (14 Wo.)UK | — | Erstveröffentlichung: 13. September 1999 vs. Bob Marley                |
| 1999 | Rainbow Country Keep On Moving (It’s Too Funky in Here)                         | DE47 (6 Wo.)DE | — | CH54 (8 Wo.)CH | UK11 (8 Wo.)UK | — | Erstveröffentlichung: 18. November 1999 vs. Bob Marley                 |
| 2000 | Sunshine Reggae 2000 –                                                          | DE68 (3 Wo.)DE | — | CH64 (7 Wo.)CH | — | — | Erstveröffentlichung: 3. Mai 2000 vs. Laid Back                        |
| 2000 | Let the Music Play –                                                            | — | — | CH92 (6 Wo.)CH | UK45 (2 Wo.)UK | — | Erstveröffentlichung: 3. Oktober 2000 vs. Barry White                  |
| 2000 | Walkin’ In My Name Keep On Moving (It’s Too Funky in Here)                      | — | — | — | UK42 (2 Wo.)UK | — | Erstveröffentlichung: 2000 vs. Terry Maxx                              |
| 2000 | Pull Up to the Bumper Keep On Moving (It’s Too Funky in Here)                   | — | — | — | UK60 (2 Wo.)UK | — | Erstveröffentlichung: 2000 vs. Grace Jones                             |
| 2002 | Blinded By the Light –                                                          | — | — | — | — | DK2 (8 Wo.)DK | Erstveröffentlichung: 20. September 2002 mit Manfred Mann’s Earth Band |
| 2004 | She’s a Lady –                                                                  | — | — | CH96 (1 Wo.)CH | — | — | Erstveröffentlichung: 19. Juli 2004>vs. Tom Jones feat. DJ The Wave    |
| 2005 | When I Think of You –                                                           | — | — | — | — | DK13 (1 Wo.)DK | Erstveröffentlichung: 18. Februar 2005                                 |

Weitere Singles
- 2003: Saturday
- 2003: Easy
- 2004: Itch It Up
- 2008: So Invincible (feat. Kristine Blond)
- 2013: You Keep Me Hangin’ On (feat. Kim Wilde)
- 2014: Sun Is Shining (15th Anniversary)
- 2015: Million Miles (feat. Geoffrey Williams)